# Jherson Vergara
Jherson Vergara Amú (* 26. května 1994, Florida, Valle del Cauca, Kolumbie) je kolumbijský fotbalový obránce, který naposledy hrál ve třetí lize za klub Olbia Calcio 1905.

## Reprezentační kariéra
Reprezentoval Kolumbii v mládežnických výběrech U17 a U20. Zúčastnil se mj. Mistrovství světa hráčů do 20 let 2013 v Turecku, kde mladí Kolumbijci vypadli v osmifinále s Jižní Koreou v penaltovém rozstřelu.

## Přestupy
- - z Deportes Quindío do AC Milán za 2 430 000 Euro

## Statistiky
| Sezóna  | Klub                  | Liga         | Liga   | Liga | Ligové poháry | Ligové poháry | Ligové poháry | Kontinentální poháry | Kontinentální poháry | Kontinentální poháry | Celkem | Celkem |
| Sezóna  | Klub                  | Soutěž       | Zápasy | Góly | Soutěž        | Zápasy        | Góly          | Soutěž               | Zápasy               | Góly                 | Zápasy | Góly   |
| ------- | --------------------- | ------------ | ------ | ---- | ------------- | ------------- | ------------- | -------------------- | -------------------- | -------------------- | ------ | ------ |
| 2011    | Universitario Popayán | Primera B    | 11     | 0    | -             | 0             | 0             | -                    | 0                    | 0                    | 11     | 0      |
| 2012    | Universitario Popayán | Primera B    | 15     | 0    | KP            | 5             | 0             | -                    | 0                    | 0                    | 20     | 0      |
| 2013    | Universitario Popayán | Primera B    | 4      | 0    | KP            | 1             | 0             | -                    | 0                    | 0                    | 5      | 0      |
| 2013/14 | AC Milan              | Serie A      | 0      | 0    | IP            | 0             | 0             | -                    | 0                    | 0                    | 0      | 0      |
| 2014    | Parma FC              | Serie A      | 0      | 0    | -             | 0             | 0             | -                    | 0                    | 0                    | 0      | 0      |
| 2014/15 | AS Avellino 1912      | Serie B      | 15     | 1    | IP            | 1             | 0             | -                    | 0                    | 0                    | 16     | 1      |
| 2015/16 | AS Livorno Calcio     | Serie B      | 22     | 1    | -             | 0             | 0             | -                    | 0                    | 0                    | 22     | 1      |
| 2016/17 | Arsenal Tula          | Premier Liga | 18     | 0    | RP            | 0             | 0             | -                    | 0                    | 0                    | 18     | 0      |
| 2017/18 | AC Milan              | Serie A      | 0      | 0    | IP            | 0             | 0             | -                    | 0                    | 0                    | 0      | 0      |
| 2018/19 | Olbia Calcio 1905     | Serie C      | 3      | 0    | -             | 0             | 0             | -                    | 0                    | 0                    | 3      | 0      |
| Celkově | Celkově               | Celkově      | 85     | 2    | -             | 7             | 0             | -                    | 0                    | 0                    | 92     | 2      |

## Úspěchy

### Reprezentační
- 1x na MS 20 let (2013)
- 1x na MJA 20 let (2013 – zlato)